# Durazzano (Ravenna)
Durazzano è una frazione del comune di Ravenna. Il centro abitato ha una popolazione di 33 persone, mentre quella del territorio della frazione è poco meno di 400 abitanti.
Il suo territorio, insieme a quello di altre frazioni limitrofe (San Pietro in Vincoli, Santo Stefano, Carraie, San Pietro in Campiano, Campiano, Ducenta, Massa Castello, Gambellara e Bastia), forma una delle dieci circoscrizioni in cui è suddiviso il comune di Ravenna.

## Storia
Il nome della frazione si collega a quello di Durazzanino situata sulla riva opposta del fiume Ronco. 
La località è nota anche per un'apparizione mariana avvenuta il 7 maggio 1562; il pittore Pompeo Randi ne ha lasciato testimonianza nel quadro Apparizione della Madonna a Maria di Minghino, del 1864.

## Monumenti e luoghi d'interesse
- Chiesa di Santa Maria, parrocchiale del 1961 ricostruita dopo che la chiesa precedente, risalente al 1750, era stata distrutta dai tedeschi il 29 ottobre 1944. La parrocchia appartiene al vicariato ravennate della diocesi di Forlì-Bertinoro.